# Иван Димов (актьор)
Вижте пояснителната страница за други личности с името Иван Димов.
Иван Господинов Димов е български актьор. За приноса си към киното Димов е удостоен със званието „Народен артист“.

## Биография
Завършва драматична школа към Народен театър „Иван Вазов“ и прекарва следващите 39 години играейки на сцената. Междувременно се превръща в звезда на едни от най-популярните български филми от 50-те и 60-те като „Калин Орелът“ и „Тютюн“. Между 1919 и 1923 г. играе в театрите във Варна, Плевен и Видин. Между 1922 и 1961 г. е в Народния театър. В Централен държавен архив се намира негов фонд – Ф. 1518К, 1 опис, 69 а.е.

## Награди и отличия
- Народен артист (1949)

## Роли в театъра
На сцената на Народен театър – София
1955 – 1956 г.
- Джон Проктър в „Салемските вещици“ от Артър Милър

1950 – 1951 г.
- Полковник Воропаев в „Щастие“ от Пьотър Павленко

1949 – 1950 г.
- Инженерът в „Обещание“ от Андрей Гуляшки

1948 – 1949 г.
- Яков Бардин във „Врагове“ от Максим Горки
- Макс в „Кралят на Бетайново“ от Иван Цанкар

1947 – 1948 г.
- Яков Бардин във „Врагове“ от Максим Горки
- Инспектор Гул в „Инспекторът дошъл“ от Джон Пристли
- Иван Александрович Хлестаков в „Ревизор“ от Н. В. Гогол
- Доктор Леон Глембай в „Господа Глембаеви“ от Мирослав Крлежа

1946 – 1947 г.
- Инспектор Гул в „Инспекторът дошъл“ от Джон Пристли
- Иван Александрович Хлестаков в „Ревизор“ от Н. В. Гогол

1945 – 1946 г.
- Чацки в „От ума си тегли“ от Александър Грибоедов

1944 – 1945 г.
- Яков Бардин във „Врагове“ от Максим Горки
- Иван Никитович Сафонов в „Руски хора“ от Константин Симонов

1943 – 1944 г.
- Илия в „Ръка Илиева“ от Стоян Загорчинов

1942 – 1943 г.
- Чонгор в „Чонгор и Тюнде“ от Михай Вьорьошмарти

1941 – 1942 г.
- Калин в „Калин Орелът“ от Никола Икономов
- Лукан в „Огнище“ от Миле Будаг

1940 – 1941 г.
- Платон Иванович Кречет в „Платон Кречет“ от А. Е. Корнейчук

1939 – 1940 г.
- Ричард Дъджън в „Ученикът на дявола“ от Бърнард Шоу
- Шонвал в „Шестият етаж“ от Алфред Жери
- Филип в „Може би поет“ от Рагнар Юсефсон

1938 – 1939 г.
- Мат Денант в „Бягство“ от Джон Голсуърти
- Анри в „Любов“ от Пол Жералди

1937 – 1938 г.
- Радослав в „Бащи и синове“ от Владимир Полянов
- Сава Илиев в „Април 1876“ от Димитър Хронев
- Жан в „Депутат“ от Буш Фекете Ласло
- Вилхелм Алтхоф в „Романс“ от Ерих Ебермайер
- Доктор Стефан Ковач в „Приказка за справедливостта“ от Феодор Ласло

1936 – 1937 г.
- Зденек във „Върху плаващия лед“ от Вилхелм Вернер
- Стоян в „Кощана“ от Борислав Станкович
- Свещеникът Петър в „Задушница“ от Адам Мицкевич
- Роберт в „Отвъд хоризонта“ от Юджин О'Нийл

1935 – 1936 г.
- Отец Иван в „Иванко“ от Васил Друмев
- Пощенският чиновник в „Непознатото момче“ от Франц Молнар
- Федор Василевич Протасов в „Живият труп“ от Л. Н. Толстой
- Глумов в „И най-мъдрият си е малко прост“ от А. Н. Островски

1934 – 1935 г.
- Чарлз Дикенс в „Младите години на една кралица“ от Сил-Вара
- Доктор Андрей Виски в „Под моста“ от Ото Индиг
- Бенедикт в „Много шум за нищо“ от Шекспир
- Самуел Каплан в „Улица“ от Елмер Л. Райс
- Сър Мак Лодън в „Човек №15“ от Едуард Уил

1933 – 1934 г.
- Льофевр в „Мадам Сен Жен“ от Викториен Сарду
- Райхщадският херцог в „Орлето“ от Едмон Ростан
- Мариус в „Мариус“ от Марсел Паньол

1932 – 1933
- Андрея в „Боряна“ от Йордан Йовков
- Ваньо в „Тъмни души“ от Добри Немиров

1931 – 1932
- Разколников в „Престъпление и наказание“ от Достоевски
- Хамлет в „Хамлет“ от Шекспир

1930 – 1931
- Ванков в „Панаирът в Стародол“ от Димитър Шишманов
- Чацки в „От ума си тегли“ от Александър Грибоедов
- Мариус в „Мариус“ от Марсел Пиньол
- Том Пройър в „На път“ от Сътън Вейн

## Филмография
| Година | Филми и сериали      | Копродукции         | Роля                     |
| ------ | -------------------- | ------------------- | ------------------------ |
| 1962   | Тютюн                |                     | Барутчиев                |
| 1962   | Царска милост        |                     | Дойчин Радионов          |
| 1959   | Командирът на отряда |                     | бай Никола               |
| 1958   | Малката              |                     | Станко Кетипов - ятака   |
| 1958   | Сиромашка радост     |                     | дядо Матейко / Св. Петър |
| 1958   | Гераците             |                     | Маргалака                |
| 1956   | Димитровградци       |                     | Енев                     |
| 1952   | Под игото            |                     | Марин, слепия въглищар   |
| 1950   | Калин Орелът         |                     | Калин                    |
| 1942   | Изпитание            | България / Унгария  | инж. Александър Каменов  |
| 1937   | Страхил войвода      | България / Германия | Страхил войвода          |
| 1931   | Безкръстни гробове   |                     | Кочо                     |